# Bhastrika
Bhastrikā es una técnica de respiración preparatoria usada en el yoga. A veces se le trata como uno de las técnicas de purificación del cuerpo o shatkarmas, destinados a preceder a la meditación o dhyana.
Para realizar esta técnica, el usuario lleva a cabo varias inhalaciones y exhalaciones rápidas y poderosas por medio de la fuerza del diafragma, dejando sonar el aire al espirar. Se realiza en varias rondas consecutivas, generalmente diez, cada una constando de una inhalación y exhalación. Estos movimientos se asemejan al shatkarma del kapalabhati, que B. K. S. Iyengar define como una forma más ligera de bhastrika.
Swami Sivananda describe esta técnica:

"Inahala y exhala rápidamente diez veces como el fuelle de un herrero. Dilata y contrae constantemente. Cuando realices esta técnica de pranayama, haz que el aire suene. Es mejor empezar con rápidas expulsiones de aire en rápida sucesión. Cuando se hayan finalizado, por ejemplo, diez rondas, la expulsión final debe ir seguida por una inhalación lo más profunda posible. Detén la respiración tanto tiempo como puedas detenerla con comodidad. Realiza entonces una exhalación, lo más profunda posible también. El fin de esta profunda exhalación completa la ronda de bhastrika".

El Hatha Yoga Pradipika postula que este movimiento  debe ser realizado a fondo, ya que rompe los tres nodos psíquicos y permite despertar la energía de kundalini más rápidamente.